# Championnat de Slovaquie de football 1943-1944
Navigation
Saison suivante
La saison 1943-1944 du Championnat de République slovaque de football est la sixième et dernière édition du championnat de première division en République slovaque. Les douze meilleurs clubs du pays se retrouvent au sein d'une poule unique où les formations s'affrontent deux fois, à domicile et à l'extérieur. À l'issue du championnat, les deux derniers du classement sont relégués et remplacés par les deux meilleurs clubs de deuxième division.
C'est le club du SK Bratislava qui termine en tête du classement final du championnat, avec sept points d'avance sur le tenant du titre, le OAP Bratislava. C'est le 4e titre de champion de République slovaque de l'histoire du club en 5 saisons.
Un championnat est démarré en République slovaque en 1944, mais il doit être interrompu puis annulé du fait de l'invasion du pays par l'URSS.

## Les clubs participants
| - AC Považská Bystrica - SK Bratislava - MSK Zilina - TSS Trnava - TTS Trencin - FC Vrutky | - ZTK Zvolen - Promu de II. Liga - SK Slavia Presov - HG Simonovany - OAP Bratislava - SK Turciansky Sv. Martin - Promu de II. Liga - MFK Ruzomberok |

## Compétition

### Classement
Le barème utilisé pour établir le classement est le suivant :
- Victoire : 2 points
- Match nul : 1 point
- Défaite : 0 point

| Rang | Équipe                       | Pts | J  | G  | N | P  | Bp  | Bc | Diff |
| ---- | ---------------------------- | --- | -- | -- | - | -- | --- | -- | ---- |
| 1    | SK Bratislava                | 38  | 22 | 18 | 2 | 2  | 121 | 34 | +87  |
| 2    | OAP Bratislava (T)           | 31  | 22 | 14 | 3 | 5  | 57  | 26 | +31  |
| 3    | TSS Trnava                   | 25  | 22 | 11 | 3 | 8  | 52  | 36 | +16  |
| 4    | AC Považská Bystrica         | 25  | 22 | 12 | 1 | 9  | 66  | 58 | +8   |
| 5    | HG Simonovany                | 23  | 22 | 9  | 5 | 8  | 40  | 49 | -9   |
| 6    | MSK Zilina                   | 22  | 22 | 10 | 2 | 10 | 49  | 49 | 0    |
| 7    | TTS Trencin                  | 21  | 22 | 7  | 7 | 8  | 43  | 42 | +1   |
| 8    | SK Slavia Presov             | 21  | 22 | 9  | 3 | 10 | 53  | 55 | -2   |
| 9    | MFK Ruzomberok               | 21  | 22 | 9  | 3 | 10 | 43  | 58 | -15  |
| 10   | ZTK Zvolen (P)               | 19  | 22 | 8  | 3 | 11 | 40  | 71 | -31  |
| 11   | FC Vrutky                    | 12  | 22 | 4  | 4 | 14 | 42  | 81 | -39  |
| 12   | SK Turciansky Sv. Martin (P) | 6   | 22 | 1  | 4 | 17 | 19  | 66 | -47  |

|  | Champion de République slovaque 1943-1944            |
|  | Relégation directe en deuxième division              |
|  | (T) Tenant du titre (P) : Promu de deuxième division |

## Bilan de la saison
| Championnat de République slovaque de football 1943-1944 |                          |
| Champion                                                 | SK Bratislava (4e titre) |
| Coupes et trophées                                       |                          |
| Vainqueur de la Coupe de République slovaque 1943-1944   | Non disputée             |
| Promotions et relégations                                |                          |
| Promus en I. Liga                                        | SK Kabel Bratislava      |
| Promus en I. Liga                                        | AC Svit Batizovce        |
| Relégués en II. Liga                                     | SK Turciansky Sv. Martin |
| Relégués en II. Liga                                     | FC Vrutky                |